# Cesar Millan
César Millán Favela kutyapszichológiával foglalkozó szakember, televíziós szereplő, előadó. 1969. augusztus 27-én született Mexikó Culiacán városában, édesapja Felipe Millán Guillen, édesanyja María Teresa Favela de Millán. Ő A csodálatos kutyadoki (The Dog Whisperer) című filmsorozat főszereplője, a Dog Psychology Center nevű rehabilitációs központ és a The Millan Foundation szervezet alapítója.

## Élete
Cesar Millan, saját bevallása szerint a nagyapja farmján nőtt fel, s mivel már akkor is rendkívül jól értett a kutyákhoz ‑ de annál nehezebben illeszkedett be a gyerektársadalomba ‑ El Perrerónak, azaz „kutyafiú”-nak csúfolták a társai. Huszonegy éves korában illegálisan átszökött Mexikóból az Amerikai Egyesült Államokba. Nem beszélte az angol nyelvet, így elsőként egy kutyakozmetikában kapott munkát, ahol hamar kiderült, hogy jól tud bánni a nehezen kezelhető kutyákkal is. Jada Pinkett Smith és Will Smith baráti segítsége nyomán indult el a karrierje: a kutyáikhoz nyújtott segítségért cserébe egy éven keresztül nyelvtanárt fizettek neki, és beajánlották kollégáiknak.
Cesar 2000-ben hivatalos tartózkodási engedélyt kapott az Amerikai Egyesült Államokban, majd 2009-ben megkapta az amerikai állampolgárságot. 2002-ben hozta létre a „Dog Psychology Center” (Kutyapszichológiai Központ) nevű intézményt, ahol az agresszív, sérült, problémás állatok rehabilitációját segíti elő. Nem sokkal később került hozzá az akkor 4 hónapos Daddy, Redman kutyája. Mivel Redman sokat volt távol otthonától, ezért Cesarra bízta kutyáját. Pár hónapra rá, Cesar hivatalosan is örökbe fogadta Daddyt, aki nagy szerepet töltött be családja életében.

## Filmes karrier
2004. szeptember 13-án a National Geographic Channel bemutatta az azóta híressé vált sorozatot, a Dog Whisperert, azaz a „Kutya-suttogót” (magyarul „A csodálatos kutyadoki” címen vetíti a televízió). Már az első évad a csatorna egyik sikersorozatává emelte a műsort, amelyet a tévénézők azóta több mint nyolcvan országban követhetnek nyomon.
A Dog Whisperer című sorozat sikerét meglovagolva Cesar több könyvet is írt, melyek felkerültek a The New York Times bestseller listájára is. Nonprofit alapítványának (The Millan Foundation) célja, hogy a bántalmazott és elhagyott kutyáknak egy jobb életet biztosítson, és az embereket megtanítsa arra, hogyan bánjanak négylábú barátaikkal.
Cesar Millan több hollywoodi filmprodukcióban is feltűnt néhány epizódszerepben (Szellemekkel suttogó, 2006; Dr. Csont, 2008), illetve szerepet kapott a Beethoven's Big Break (2008) és a The Back-Up Plan (2010) című nagyjátékfilmekben is.

## Elismerések
Cesar munkáját számos díjjal ismerték el pályafutása során. 2005-ben a Nemzeti Állatvédő Liga részesítette különleges dicséretben az állatok rehabilitációját elősegítő munkájáért; 2006-ban, 2007-ben és 2009-ben a Csodálatos kutyadoki (Dog Whisperer) sorozatát Emmy-díjra jelölték a legjobb televíziós valóság-show kategóriájában; 2006-ban az IACP (International Association of Canin Professionals) tiszteletbeli tagjává választotta őt és feleségét; 2007-ben elnyerte a Michael Landon-díjat „a fiatalság televíziós nevelőmunkájáért”; 2008-ban pedig átvehette Los Angeles város Treasure Awardját és a legjobb valóság-show díját. 2010-ben a Csodálatos kutyadoki megkapta a People's Choice Award-ot a „Kedvenc állatos filmsorozat” kategóriájában.

## Magánélet
2010 februárjában Cesar-nak el kellett búcsúznia Daddy-től, az amerikai pitbull terriertől, aki tizenhat évig volt társa és segítője, s aki fontos szerepet kapott a Csodálatos kutyadoki c. sorozatban is. Ugyanabban az évben hivatalossá vált az is, hogy házassága Ilusión Wilson Millannal véget ért. Ilusión és Cesar 1994-ben házasodtak össze, két fiuk van, Andre (1995) és Calvin (2001).

## További munkássága
Cesar Millan az Amerikai Egyesült Államokban, Nagy-Britanniában és Kanadában turnézik élő műsorával („Emberképző kutyákhoz”). Első könyve, a Cesar's Way (magyar fordításban a Csodálatos kutyadoki címen jelent meg 2010-ben) Kaliforniában az iskolai tananyag részét képezi 2008-tól. Az iskolai oktatásban a kutyák gondolkodásának megértésére, az energia nyelvére és a felelősségvállalásra tanítja a fiatalokat, valamint módszereinek nagy jelentőséget tulajdonítanak a falkamentalitás, a csapatmunka megértéséhez, az erőszakmentes önérvényesítésre való neveléshez való alapoktatásban. A Yale Egyetemmel együttműködésben egy új tanterven dolgozik, amely szeretné megalapozni az oktatásban az együttérzésre és empátiára való nevelést, elősegítve a gyerekek kiegyensúlyozott kapcsolatát környezetükkel, a természettel, családjukkal és barátaikkal.[forrás?]

## Bibliográfia

### Könyvei (társszerző Melissa Jo Peltier)
- A csodálatos kutyadoki... Hogyan váljunk falkavezérré kutyánk számára. 2010. (Cesar's Way: The Natural, Everyday Guide to Understanding and Correcting Common Dog Problems. 2006.)
- Be the Pack Leader: Use Cesar's Way to Transform Your Dog . . . and Your Life. 2007.
- A kutya mint családtag. 2012. (A Member of the Family: Cesar Millan's Guide to a Lifetime of Fulfillment with Your Dog. 2008.)
- Hogyan neveljünk tökéletes kutyát... Kölyökkortól a fiatal felnőttkorig. 2011. (How to Raise the Perfect Dog: Through Puppyhood and Beyond. 2009.)
- Cesar's Rules: Your Way to Train a Well-Behaved Dog. 2010.
- Cesar Millan's Lesson's from the Pack: Stories of the Dogs Who Changed My Life. 2017.

### DVD-k
- People Training for Dogs
- Becoming a Pack Leader
- Your New Dog: First Day and Beyond
- Sit and Stay the Cesar Way
- Common Canine Misbehaviors
- Raising the Perfect Puppy
- Dog Whisperer with Cesar Millan - The Complete First Season, 2006
- Dog Whisperer with Cesar Millan - The Complete Second Season, 2007
- Dog Whisperer with Cesar Millan - The Complete Third Season, 2008
- Dog Whisperer with Cesar Millan - The Complete Fourth Season, 2010

## Magyarul
- Cesar Millan–Melissa Jo Peltier: A csodálatos kutyadoki. Hogyan váljunk falkavezérré kutyánk számára; ford. Kós Judit; Gabo, Bp., 2010
- Cesar Millan–Melissa Jo Peltier: Hogyan neveljünk tökéletes kutyát. Kölyökkortól a fiatal felnőttkorig; ford. Kós Judit; Gabo, Bp., 2011
- Cesar Millan–Melissa Jo Peltier: A kutya mint családtag. Cesar Millan útmutatása az elégedett és boldog kutya-ember kapcsolat megteremtéséért; ford. Kós Judit; Gabo, Bp., 2012
- Rövid útmutató a boldog kutyához; ford. Kós Judit; Gabo, Bp., 2013
- Cesar Millan–Melissa Jo Peltier: Amit a falkától tanultam. Kutyák, akik megváltoztatták az életemet; ford. Czibik Márta; Gabo, Bp., 2017